# Prva nogometna liga 2024-2025
La Prva nogometna liga 2024-2025, abbreviata in 1. NL 2024-2025 (In italiano: Prima lega calcistica 2024-25), è la 34ª edizione della seconda divisione, la diciannovesima consecutiva a girone unico, del campionato di calcio croato.
Si tratta della terza edizione con il nome di 1.NL,  in seguito alla riorganizzazione del sistema calcistico in Croazia, dopo che aveva portato il nome di Druga hrvatska nogometna liga, abbreviata in 2. HNL dal 1992 al 2022.
Il torneo è stato vinto dal Vukovar che ha conquistato così la promozione. Decisiva è stata la gara all'ultima giornata (la formula del calendario mette di fronte alla 33ª giornata le prime due della 22ª), in cui il Vukovar, che aveva a disposizione due risultati su tre, ha battuto l'Opatija per 1–0.
A retrocedere direttamente è stato lo Zrinski Osječko, in piena crisi finanziaria ed espulso dal campionato dopo la seconda rinuncia. Il club dovrebbe ripartire dal campionato più basso (l'equivalente della Terza Categoria italiana), ma più probabilmente il club ha cessato di esistere.

## Stagione

### Novità
Dalla stagione precedente è stato promosso in HNL il Sebenico, mentre è stato retrocesso in 2. NL il Solin.
Dalla HNL è stato invece retrocesso il Rudeš, mentre dalla 2. NL è stato promosso il campione Opatija. L'Orijent, penultimo in seconda divisione, si è salvato vincendo lo spareggio contro il Kustošija, secondo in terza divisione.

### Formula
- Le 12 squadre disputano 33 giornate, al termine delle quali:
  - La prima classificata viene promossa in HNL 2025-26 se ottiene la licenza.
  - L'ultima classificata retrocede in 2. NL 2025-26, mentre la penultima disputa uno spareggio contro la seconda classificata della 2. NL 2024-25.

### Calendario
Le 12 partecipanti disputano un girone andata-ritorno (in croato Prvi dio), al termine delle 22 giornate ne disputano ancora 11 (Drugi dio) secondo uno schema prefissato (qui sotto riportato) per un totale di 33 giornate.
| Giornate | Giornate                               | Giornate                               | Giornate                               | Giornate                               | Giornate                               | Giornate                               | Giornate                               | Giornate                               | Giornate                               | Giornate                               |
| --- | -------------------------------------- | -------------------------------------- | -------------------------------------- | -------------------------------------- | -------------------------------------- | -------------------------------------- | -------------------------------------- | -------------------------------------- | -------------------------------------- | -------------------------------------- |
| 23ª | 24ª                                    | 25ª                                    | 26ª                                    | 27ª                                    | 28ª                                    | 29ª                                    | 30ª                                    | 31ª                                    | 32ª                                    | 33ª                                    |
| 1 – 12 2 – 11 3 – 10 4 – 9 5 – 8 6 – 7 | 6 – 12 7 – 5 8 – 4 9 – 3 10 – 2 11 – 1 | 1 – 10 2 – 9 3 – 8 4 – 7 5 – 6 12 – 11 | 5 – 12 6 – 4 7 – 3 8 – 2 9 – 1 10 – 11 | 1 – 8 2 – 7 3 – 6 4 – 5 11 – 9 12 – 10 | 4 – 12 5 – 3 6 – 2 7 – 1 8 – 11 9 – 10 | 1 – 6 2 – 5 3 – 4 10 – 8 11 – 7 12 – 9 | 3 – 12 4 – 2 5 – 1 6 – 11 7 – 10 8 – 9 | 1 – 4 2 – 3 9 – 7 10 – 6 11 – 5 12 – 8 | 2 – 12 3 – 1 4 – 11 5 – 10 6 – 9 7 – 8 | 1 – 2 8 – 6 9 – 5 10 – 4 11 – 3 12 – 7 |
| I numeri rappresentano le squadre dopo la 22ª giornata. Per le prime 6 classificate i numeri corrispondono alle posizioni, per le altre 6 sono invertiti (la 7ª ha il numero 12, la 8ª l'11, la 9ª il 10, etc.) |                                        |                                        |                                        |                                        |                                        |                                        |                                        |                                        |                                        |                                        |

## Squadre partecipanti
| Squadr               | Sede                     | Stadio                                               | Stagione 2023-24 | Stagione 2023-24 |
| Squadr               | Sede                     | Stadio                                               | Pos.             | Divisione        |
| -------------------- | ------------------------ | ---------------------------------------------------- | ---------------- | ---------------- |
| Rudeš                | Rudeš, Zagabria          | ŠC Rudeš                                             | 10º              | HNL              |
| Zrinski Osječko 1664 | Osijek                   | Stadio Gradski vrt                                   | 2º               | 1. HNL           |
| Vukovar              | Vukovar                  | Gradski stadion u Borovu Naselju                     | 3º               | 1. HNL           |
| Sesvete              | Sesvete, Zagabria        | Stadion sveti Josip Radnik                           | 4º               | 1. HNL           |
| Jarun                | Jarun, Zagabria          | Stadion NK Jarun Stadio Ivan Laljak-Ivić di Zaprešić | 5º               | 1. HNL           |
| Dubrava              | Gornja Dubrava, Zagabria | ŠRC Grana-Klaka ŠNC Stjepan Spajić                   | 6º               | 1. HNL           |
| Dugopolje            | Dugopoglie               | ŠRC Hrvatskih vitezova                               | 7º               | 1. HNL           |
| Cibalia              | Vinkovci                 | Stadio Cibalia                                       | 8º               | 1. HNL           |
| Croatia Zmijavci     | Zmijavci                 | ŠRC Marijan Šuto Mrma                                | 9º               | 1. HNL           |
| BSK Bijelo Brdo      | Bijelo Brdo, Erdut       | Igralište BSK                                        | 10º              | 1. HNL           |
| Orijent              | Sussak                   | Stadio Krimeja                                       | 11º              | 1. HNL           |
| Opatija              | Abbazia                  | Stadion Opatija Stadio Cantrida di Fiume             | 1º               | 2. HNL           |

## Classifica
Hanno ottenuto le seguenti licenze:
- per la HNL 2025-26: Vukovar, Opatija e Rudeš
- per la 1. NL 2025-26: Orijent, Sesvete, Cibalia, Dubrava, BSK, Croatia, Jarun e Dugopolje

Dato che l'HNK Šibenik, ultimo classificato in HNL, non ha ottenuto le licenze per le prime tre divisioni ed è stato retrocesso in quarta, non è più necessario lo spareggio fra la penultima della 1. NL e la seconda della 2. NL, quindi il Dugopolje rimane in seconda divisione senza colpo ferire.
|  | Pos. | Squadra              | Pt | G  | V  | N  | P  | GF | GS | DR  |
|  | ---- | -------------------- | -- | -- | -- | -- | -- | -- | -- | --- |
|  | 1.   | Vukovar              | 72 | 33 | 21 | 9  | 3  | 55 | 14 | +41 |
|  | 2.   | Opatija              | 68 | 33 | 19 | 11 | 3  | 48 | 20 | +28 |
|  | 3.   | Orijent              | 56 | 33 | 14 | 14 | 5  | 46 | 31 | +15 |
|  | 4.   | Sesvete              | 49 | 33 | 14 | 7  | 12 | 36 | 32 | +4  |
|  | 5.   | Cibalia              | 46 | 33 | 12 | 10 | 11 | 47 | 39 | +8  |
|  | 6.   | Dubrava              | 46 | 33 | 14 | 4  | 15 | 35 | 36 | –1  |
|  | 7.   | BSK Bijelo Brdo      | 46 | 33 | 13 | 7  | 13 | 40 | 42 | –2  |
|  | 8.   | Croatia Zmijavci     | 40 | 33 | 10 | 10 | 13 | 33 | 43 | –10 |
|  | 9.   | Rudeš                | 39 | 33 | 10 | 9  | 14 | 31 | 33 | –2  |
|  | 10.  | Jarun                | 37 | 33 | 9  | 10 | 14 | 33 | 39 | –6  |
|  | 11.  | Dugopolje            | 31 | 33 | 6  | 13 | 14 | 33 | 52 | –19 |
|  | 12.  | Zrinski Osječko (–3) | 6  | 33 | 1  | 6  | 26 | 15 | 71 | –56 |

Legenda:
      Promossa in HNL 2025-2026.
  Allo spareggio contro la seconda classificata della 2. NL 2024-2025.
      Retrocessa in 2. NL 2025-2026.
      Escluso dal campionato.
Regolamento:

Tre punti a vittoria, uno a pareggio, zero a sconfitta.
In caso di arrivo di due o più squadre a pari punti, la graduatoria viene stilata secondo la classifica avulsa tra le squadre interessate.
Note:
Zrinski Osječko penalizzato di 3 punti per non essersi presentato alla gara contro l'Opatija (27ª giornata).

## Qualificazioni
Non vengono disputate perché ininfluenti.

## Risultati
Il 3 maggio 2025 lo Zrinski Osječko, in piena crisi finanziaria, non si presenta a giocare in casa del Rudeš: è la seconda rinuncia e, come da regolamento, il club viene retrocesso e i suoi giocatori svincolati. Nelle restanti partite viene assegnato lo 0–3 a favore degli avversari.

### Tabellone
|                 | BSK  | CIB  | CRO  | DUB  | DUG  | JAR  | OPA  | ORI  | RUD  | SES  | VUK  | ZRI  |
| --------------- | ---- | ---- | ---- | ---- | ---- | ---- | ---- | ---- | ---- | ---- | ---- | ---- |
| BSK Bijelo Brdo | –––– | 0-4  | 2-2  | 1-1  | 1-1  | 0-2  | 0-2  | 0-0  | 1-0  | 1-2  | 1-1  | 1-0  |
| BSK Bijelo Brdo | –––– | 2-3  | —    | 2-1  | 3-1  | —    | 0-1  | —    | 2-0  | —    | —    | —    |
| Cibalia         | 1-0  | –––– | 3-3  | 1-2  | 2-1  | 1-1  | 0-1  | 1-1  | 2-0  | 0-0  | 1-0  | 5-0  |
| Cibalia         | —    | –––– | 0-0  | 1-2  | —    | 1-1  | 0-2  | —    | 3-1  | —    | —    | 1-0  |
| Croatia         | 0-1  | 2-1  | –––– | 3-1  | 1-0  | 1-0  | 0-0  | 1-1  | 0-0  | 0-4  | 1-0  | 2-2  |
| Croatia         | 1-3  | —    | –––– | —    | 4-1  | 0-1  | —    | —    | 0-4  | —    | —    | 3-0  |
| Dubrava         | 3-0  | 1-0  | 0-1  | –––– | 2-0  | 1-0  | 2-1  | 0-3  | 1-0  | 0-0  | 1-2  | 1-0  |
| Dubrava         | —    | —    | 1-0  | –––– | —    | 0-1  | 1-2  | 0-1  | 0-0  | —    | —    | 5-0  |
| Dugopolje       | 0-0  | 1-1  | 0-0  | 2-0  | –––– | 0-0  | 2-2  | 1-1  | 2-3  | 0-0  | 0-1  | 3-3  |
| Dugopolje       | —    | 1-1  | —    | 2-1  | –––– | 2-1  | 1-4  | —    | 0-0  | —    | —    | —    |
| Jarun           | 0-1  | 1-2  | 1-1  | 3-1  | 2-2  | –––– | 0-1  | 1-2  | 1-2  | 1-2  | 1-1  | 2-1  |
| Jarun           | 0-5  | —    | —    | —    | —    | –––– | —    | 1-4  | —    | 0-2  | 0-0  | 3-0  |
| Opatija         | 5-0  | 1-1  | 2-1  | 0-0  | 2-0  | 2-1  | –––– | 2-0  | 1-0  | 0-0  | 0-0  | 2-1  |
| Opatija         | —    | —    | 2-1  | —    | —    | 2-1  | –––– | 2-3  | 1-1  | 1-0  | —    | 3-0  |
| Orijent         | 3-2  | 2-1  | 0-0  | 2-0  | 2-0  | 1-1  | 0-0  | –––– | 1-1  | 0-1  | 0-1  | 2-2  |
| Orijent         | 2-1  | 2-2  | 2-0  | —    | 1-1  | —    | —    | –––– | —    | 2-0  | 1-1  | —    |
| Rudeš           | 1-0  | 1-0  | 2-1  | 1-2  | 1-2  | 1-1  | 1-2  | 2-0  | –––– | 2-0  | 0-1  | 1-0  |
| Rudeš           | —    | —    | —    | —    | —    | 0-2  | —    | 0-0  | –––– | 1-3  | 0-1  | 3-0  |
| Sesvete         | 1-3  | 2-1  | 3-2  | 3-0  | 3-1  | 0-1  | 1-1  | 3-3  | 1-0  | –––– | 0-1  | 1-0  |
| Sesvete         | 0-1  | 1-2  | 0-1  | 1-3  | 1-0  | —    | —    | —    | —    | –––– | 0-3  | —    |
| Vukovar         | 1-1  | 2-0  | 4-0  | 1-0  | 5-0  | 0-0  | 1-1  | 0-1  | 1-1  | 1-0  | –––– | 3-0  |
| Vukovar         | 2-0  | 4-2  | 2-0  | 2-1  | 3-0  | —    | 1-0  | —    | —    | —    | –––– | —    |
| Zrinski Osječko | 0-1  | 1-3  | 0-1  | 0-1  | 0-2  | 0-2  | 0-0  | 2-0  | 1-1  | 0-0  | 1-3  | –––– |
| Zrinski Osječko | 0-3  | —    | —    | —    | 0-3  | —    | —    | 1-3  | —    | 0-1  | 0-6  | –––– |

### Calendario 1ª-22ª
| Andata (1ª) | Andata (1ª) | 1ª giornata             | Ritorno (12ª) | Ritorno (12ª) |
|             |             |                         |               |               |
| 17 agosto   | 0-1         | Sesvete - Vukovar       | 0-1           | 26 ottobre    |
| 17 agosto   | 0-0         | Orijent - Croatia       | 1-1           | 26 ottobre    |
| 17 agosto   | 0-2         | Zrinski Osječko - Jarun | 1-2           | 26 ottobre    |
| 17 agosto   | 1-1         | BSK - Dugopolje         | 1-1           | 26 ottobre    |
| 17 agosto   | 2-0         | Cibalia - Rudeš         | 0-1           | 26 ottobre    |
| 17 agosto   | 2-1         | Dubrava - Opatija       | 0-0           | 26 ottobre    |

| Andata (2ª) | Andata (2ª) | 2ª giornata               | Ritorno (13ª) | Ritorno (13ª) |
|             |             |                           |               |               |
| 24 agosto   | 1-2         | Rudeš - Dubrava           | 0-1           | 2 novembre    |
| 24 agosto   | 0-4         | BSK - Cibalia             | 0-1           | 2 novembre    |
| 24 agosto   | 2-2         | Jarun - Dugopolje         | 0-0           | 2 novembre    |
| 24 agosto   | 3-0         | Vukovar - Zrinski Osječko | 3-1           | 2 novembre    |
| 24 agosto   | 0-1         | Orijent - Sesvete         | 3-3           | 2 novembre    |
| 24 agosto   | 0-0         | Croatia - Opatija         | 1-2           | 2 novembre    |

| Andata (3ª) | Andata (3ª) | 3ª giornata               | Ritorno (14ª) | Ritorno (14ª) |
|             |             |                           |               |               |
| 31 agosto   | 3-2         | Sesvete - Croatia         | 4-0           | 9 novembre    |
| 31 agosto   | 1-0         | Opatija - Rudeš           | 2-1           | 9 novembre    |
| 31 agosto   | 2-0         | Zrinski Osječko - Orijent | 2-2           | 9 novembre    |
| 31 agosto   | 0-1         | Dugopolje - Vukovar       | 0-5           | 9 novembre    |
| 31 agosto   | 1-1         | Cibalia - Jarun           | 2-1           | 9 novembre    |
| 31 agosto   | 3-0         | Dubrava - BSK             | 1-1           | 9 novembre    |

| Andata (4ª) | Andata (4ª) | 4ª giornata               | Ritorno (15ª) | Ritorno (15ª) |
|             |             |                           |               |               |
| 7 settembre | 1-0         | Sesvete - Zrinski Osječko | 0-0           | 16 novembre   |
| 7 settembre | 0-2         | BSK - Opatija             | 0-5           | 16 novembre   |
| 7 settembre | 3-1         | Jarun - Dubrava           | 0-1           | 16 novembre   |
| 7 settembre | 2-0         | Vukovar - Cibalia         | 0-1           | 16 novembre   |
| 7 settembre | 2-0         | Orijent - Dugopolje       | 1-1           | 16 novembre   |
| 7 settembre | 2-1         | Rudeš - Croatia           | 0-0           | 16 novembre   |

| Andata (5ª)  | Andata (5ª) | 5ª giornata               | Ritorno (16ª) | Ritorno (16ª) |
|              |             |                           |               |               |
| 14 settembre | 2-1         | Opatija - Jarun           | 1-0           | 23 novembre   |
| 14 settembre | 0-1         | Zrinski Osječko - Croatia | 2-2           | 23 novembre   |
| 14 settembre | 0-0         | Dugopolje - Sesvete       | 1-3           | 23 novembre   |
| 14 settembre | 1-1         | Cibalia - Orijent         | 1-2           | 23 novembre   |
| 14 settembre | 1-2         | Dubrava - Vukovar         | 0-1           | 23 novembre   |
| 14 settembre | 1-0         | Rudeš - BSK               | 0-1           | 23 novembre   |

| Andata (6ª)  | Andata (6ª) | 6ª giornata                 | Ritorno (17ª) | Ritorno (17ª) |
|              |             |                             |               |               |
| 18 settembre | 2-2         | BSK - Croatia               | 1-0           | 30 novembre   |
| 18 settembre | 1-2         | Jarun - Rudeš               | 1-1           | 30 novembre   |
| 18 settembre | 1-1         | Vukovar - Opatija           | 0-0           | 30 novembre   |
| 18 settembre | 2-0         | Orijent - Dubrava           | 3-0           | 30 novembre   |
| 18 settembre | 2-1         | Sesvete - Cibalia           | 0-0           | 30 novembre   |
| 18 settembre | 0-2         | Zrinski Osječko - Dugopolje | 3-3           | 30 novembre   |

| Andata (7ª)  | Andata (7ª) | 7ª giornata               | Ritorno (18ª) | Ritorno (18ª) |
|              |             |                           |               |               |
| 21 settembre | 0-0         | Dugopolje - Croatia       | 0-1           | 15 febbraio   |
| 21 settembre | 5-0         | Cibalia - Zrinski Osječko | 3-1           | 15 febbraio   |
| 21 settembre | 0-0         | Dubrava - Sesvete         | 0-3           | 15 febbraio   |
| 21 settembre | 2-0         | Opatija - Orijent         | 0-0           | 15 febbraio   |
| 21 settembre | 0-1         | Rudeš - Vukovar           | 1-1           | 15 febbraio   |
| 21 settembre | 0-2         | BSK - Jarun               | 1-0           | 15 febbraio   |

| Andata (8ª)  | Andata (8ª) | 8ª giornata               | Ritorno (19ª) | Ritorno (19ª) |
|              |             |                           |               |               |
| 28 settembre | 1-1         | Sesvete - Opatija         | 0-0           | 22 febbraio   |
| 28 settembre | 1-1         | Vukovar - BSK             | 1-1           | 22 febbraio   |
| 28 settembre | 1-1         | Orijent - Rudeš           | 0-2           | 22 febbraio   |
| 28 settembre | 0-1         | Zrinski Osječko - Dubrava | 0-1           | 22 febbraio   |
| 28 settembre | 1-1         | Dugopolje - Cibalia       | 1-2           | 22 febbraio   |
| 28 settembre | 1-0         | Croatia - Jarun           | 1-1           | 22 febbraio   |

| Andata (9ª) | Andata (9ª) | 9ª giornata               | Ritorno (20ª) | Ritorno (20ª) |
|             |             |                           |               |               |
| 5 ottobre   | 2-1         | Opatija - Zrinski Osječko | 0-0           | 1° marzo      |
| 5 ottobre   | 3-3         | Cibalia - Croatia         | 1-2           | 1° marzo      |
| 5 ottobre   | 2-0         | Dubrava - Dugopolje       | 0-2           | 1° marzo      |
| 5 ottobre   | 2-0         | Rudeš - Sesvete           | 0-1           | 1° marzo      |
| 5 ottobre   | 0-0         | BSK - Orijent             | 2-3           | 1° marzo      |
| 5 ottobre   | 1-1         | Jarun - Vukovar           | 0-0           | 1° marzo      |

| Andata (10ª) | Andata (10ª) | 10ª giornata            | Ritorno (21ª) | Ritorno (21ª) |
|              |              |                         |               |               |
| 12 ottobre   | 1-3          | Sesvete - BSK           | 2-1           | 8 marzo       |
| 12 ottobre   | 1-1          | Orijent - Jarun         | 2-1           | 8 marzo       |
| 12 ottobre   | 1-1          | Zrinski Osječko - Rudeš | 0-1           | 8 marzo       |
| 12 ottobre   | 2-2          | Dugopolje - Opatija     | 0-2           | 8 marzo       |
| 12 ottobre   | 1-2          | Cibalia - Dubrava       | 0-1           | 8 marzo       |
| 12 ottobre   | 1-0          | Croatia - Vukovar       | 0-4           | 8 marzo       |

| \| Andata (11ª) \| Andata (11ª) \| 11ª giornata \| Ritorno (22ª) \| Ritorno (22ª) \| \| \| \| \| \| \| \| 19 ottobre \| 1-1 \| Opatija - Cibalia \| 1-0 \| 15 marzo \| \| 19 ottobre \| 0-1 \| Dubrava - Croatia \| 1-3 \| 15 marzo \| \| 19 ottobre \| 1-2 \| Rudeš - Dugopolje \| 3-2 \| 15 marzo \| \| 19 ottobre \| 1-0 \| BSK - Zrinski Osječko \| 1-0 \| 15 marzo \| \| 19 ottobre \| 1-2 \| Jarun - Sesvete \| 1-0 \| 15 marzo \| \| 19 ottobre \| 0-1 \| Vukovar - Orijent \| 1-0 \| 15 marzo \| |              |                       |               |               |
| Andata (11ª) | Andata (11ª) | 11ª giornata          | Ritorno (22ª) | Ritorno (22ª) |
| |              |                       |               |               |
| 19 ottobre | 1-1          | Opatija - Cibalia     | 1-0           | 15 marzo      |
| 19 ottobre | 0-1          | Dubrava - Croatia     | 1-3           | 15 marzo      |
| 19 ottobre | 1-2          | Rudeš - Dugopolje     | 3-2           | 15 marzo      |
| 19 ottobre | 1-0          | BSK - Zrinski Osječko | 1-0           | 15 marzo      |
| 19 ottobre | 1-2          | Jarun - Sesvete       | 1-0           | 15 marzo      |
| 19 ottobre | 0-1          | Vukovar - Orijent     | 1-0           | 15 marzo      |

### Calendario 23ª-33ª
| 23ª giornata |                           |     |
|              |                           |     |
| 22 marzo     | Sesvete - BSK             | 0-1 |
| 22 marzo     | Vukovar - Croatia         | 2-0 |
| 22 marzo     | Dubrava - Jarun           | 0-1 |
| 22 marzo     | Cibalia - Zrinski Osječko | 1-0 |
| 22 marzo     | Orijent - Dugopolje       | 1-1 |
| 22 marzo     | Opatija - Rudeš           | 1-1 |

| 24ª giornata |                            |     |
|              |                            |     |
| 29 marzo     | Jarun - Sesvete            | 0-2 |
| 29 marzo     | Rudeš - Vukovar            | 0-1 |
| 29 marzo     | BSK - Opatija              | 0-1 |
| 29 marzo     | Dugopolje - Dubrava        | 2-1 |
| 29 marzo     | Zrinski Osječko - Orijent  | 1-3 |
| 29 marzo     | Cibalia - Croatia Zmijavci | 0-0 |

| 25ª giornata |                           |     |
|              |                           |     |
| 5 aprile     | Opatija - Jarun           | 2-1 |
| 5 aprile     | Sesvete - Dugopolje       | 1-0 |
| 5 aprile     | Dubrava - Zrinski Osječko | 5-0 |
| 5 aprile     | Vukovar - BSK             | 2-0 |
| 5 aprile     | Orijent - Cibalia         | 2-2 |
| 5 aprile     | Croatia - Rudeš           | 0-4 |

| 26ª giornata |                           |     |
|              |                           |     |
| 12 aprile    | Jarun - Vukovar           | 0-0 |
| 12 aprile    | Dugopolje - Opatija       | 1-4 |
| 12 aprile    | Zrinski Osječko - Sesvete | 0-1 |
| 12 aprile    | Cibalia - Dubrava         | 1-2 |
| 12 aprile    | Orijent - Croatia         | 2-0 |
| 12 aprile    | BSK - Rudeš               | 2-0 |

| 27ª giornata |                     |     |
|              |                     |     |
| 18 aprile    | Sesvete - Cibalia   | 1-2 |
| 18 aprile    | Opatija - Zrinski   | 3-0 |
| 18 aprile    | Dubrava - Orijent   | 0-1 |
| 18 aprile    | Vukovar - Dugopolje | 3-0 |
| 18 aprile    | Rudeš - Jarun       | 0-2 |
| 18 aprile    | Croatia - BSK       | 1-3 |

| 28ª giornata |                           |     |
|              |                           |     |
| 26 aprile    | Zrinski Osječko - Vukovar | 0-6 |
| 26 aprile    | Cibalia - Opatija         | 0-2 |
| 26 aprile    | Orijent - Sesvete         | 2-0 |
| 26 aprile    | Dubrava - Croatia         | 1-0 |
| 26 aprile    | Dugopolje - Rudeš         | 0-0 |
| 26 aprile    | Jarun - BSK               | 0-5 |

| 29ª giornata |                   |     |
|              |                   |     |
| 3 maggio     | Opatija - Orijent | 2-3 |
| 3 maggio     | Sesvete - Dubrava | 1-3 |
| 3 maggio     | Vukovar - Cibalia | 4-2 |
| 3 maggio     | Rudeš - Zrinski   | 3-0 |
| 3 maggio     | BSK - Dugopolje   | 3-1 |
| 3 maggio     | Croatia - Jarun   | 0-1 |

| 30ª giornata |                       |     |
|              |                       |     |
| 10 maggio    | Sesvete - Croatia     | 0-1 |
| 10 maggio    | Orijent - Vukovar     | 1-1 |
| 10 maggio    | Dubrava - Opatija     | 1-2 |
| 10 maggio    | Cibalia - Rudeš       | 3-1 |
| 10 maggio    | Zrinski Osječko - BSK | 0-3 |
| 10 maggio    | Dugopolje - Jarun     | 2-1 |

| 31ª giornata |                         |     |
|              |                         |     |
| 17 maggio    | Opatija - Sesvete       | 1-0 |
| 17 maggio    | Vukovar - Dubrava       | 2-1 |
| 17 maggio    | Rudeš - Orijent         | 0-0 |
| 17 maggio    | BSK - Cibalia           | 2-3 |
| 17 maggio    | Jarun - Zrinski Osječko | 3-0 |
| 17 maggio    | Croatia - Dugopolje     | 4-1 |

| 32ª giornata |                             |     |
|              |                             |     |
| 24 maggio    | Sesvete - Vukovar           | 0-3 |
| 24 maggio    | Opatija - Croatia           | 2-1 |
| 24 maggio    | Dubrava - Rudeš             | 0-0 |
| 24 maggio    | Orijent - BSK               | 2-1 |
| 24 maggio    | Cibalia - Jarun             | 1-1 |
| 24 maggio    | Zrinski Osječko - Dugopolje | 0-3 |

| \| 33ª giornata \| \| \| \| \| \| \| \| 31 maggio \| Vukovar - Opatija \| 1-0 \| \| 31 maggio \| Rudeš - Sesvete \| 1-3 \| \| 31 maggio \| BSK - Dubrava \| 2-1 \| \| 31 maggio \| Jarun - Orijent \| 1-4 \| \| 31 maggio \| Dugopolje - Cibalia \| 1-1 \| \| 31 maggio \| Croatia - Zrinski Osječko \| 3-0 \| |                           |     |
| 33ª giornata |                           |     |
| |                           |     |
| 31 maggio | Vukovar - Opatija         | 1-0 |
| 31 maggio | Rudeš - Sesvete           | 1-3 |
| 31 maggio | BSK - Dubrava             | 2-1 |
| 31 maggio | Jarun - Orijent           | 1-4 |
| 31 maggio | Dugopolje - Cibalia       | 1-1 |
| 31 maggio | Croatia - Zrinski Osječko | 3-0 |

## Classifica marcatori
| Pos.                      | Giocatore              | Club                      | Reti |
| ------------------------- | ---------------------- | ------------------------- | ---- |
| 1                         | Ajdin Mujagić          | BSK Bijelo Brdo / Cibalia | 15   |
| 2                         | Dominik Mulac          | Opatija                   | 13   |
| 3                         | Alef Firmino Dos Anjos | Dubrava                   | 12   |
| 4                         | Josip Pejić            | Cibalia                   | 9    |
| 5                         | Vanja Pelko            | Vukovar                   | 8    |
| 5                         | Goodness Ajayi         | Opatija                   | 8    |
| 5                         | Andrija Bubnjar        | Orijent                   | 8    |
| 8                         | Dimitar Trajkov        | Dugopolje                 | 7    |
| 8                         | Toni Lun Bončina       | Vukovar                   | 7    |
| 8                         | Lovro Banovec          | Sesvete                   | 7    |
| Fonte: SuperSport Prva NL |                        |                           |      |